# Schwetzinger SWR Festspiele
Die Schwetzinger SWR Festspiele (vormals Schwetzinger Festspiele) sind ein internationales Festival der klassischen Musik, das seit dem 24. Mai 1952 jährlich im Frühjahr (Ende April bis Anfang Juni) in den Räumlichkeiten des Schwetzinger Schlosses (Schwetzingen, Nordbaden) stattfindet. Einige Konzerte (hauptsächlich Kirchenkonzerte) finden auch im nahen Speyer (Dom, Dreifaltigkeitskirche) statt. Veranstaltet werden die Festspiele von der Schwetzinger SWR Festspiele gGmbH, deren Gesellschafter neben dem Südwestrundfunk zu gleichen Teilen der Rhein-Neckar-Kreis und die Stadt Schwetzingen sind.

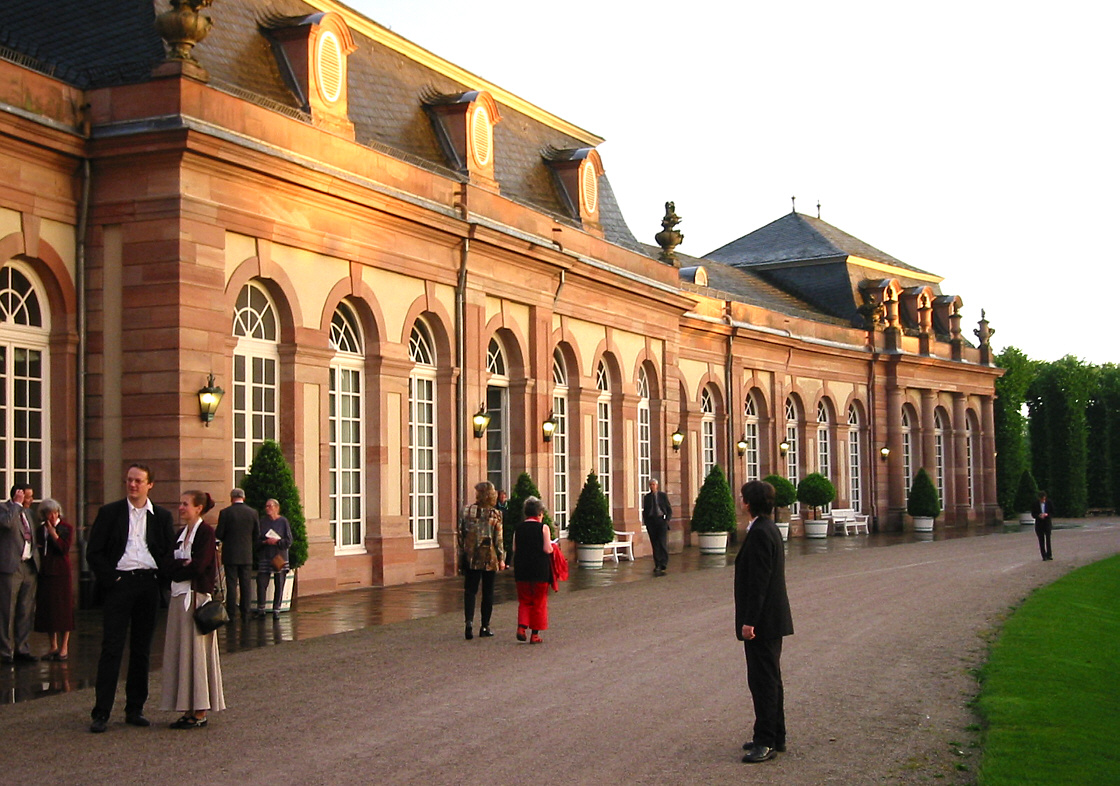
Der linke Zirkelbau bei den Festspielen 2002

## Geschichte

### Rokokotheater

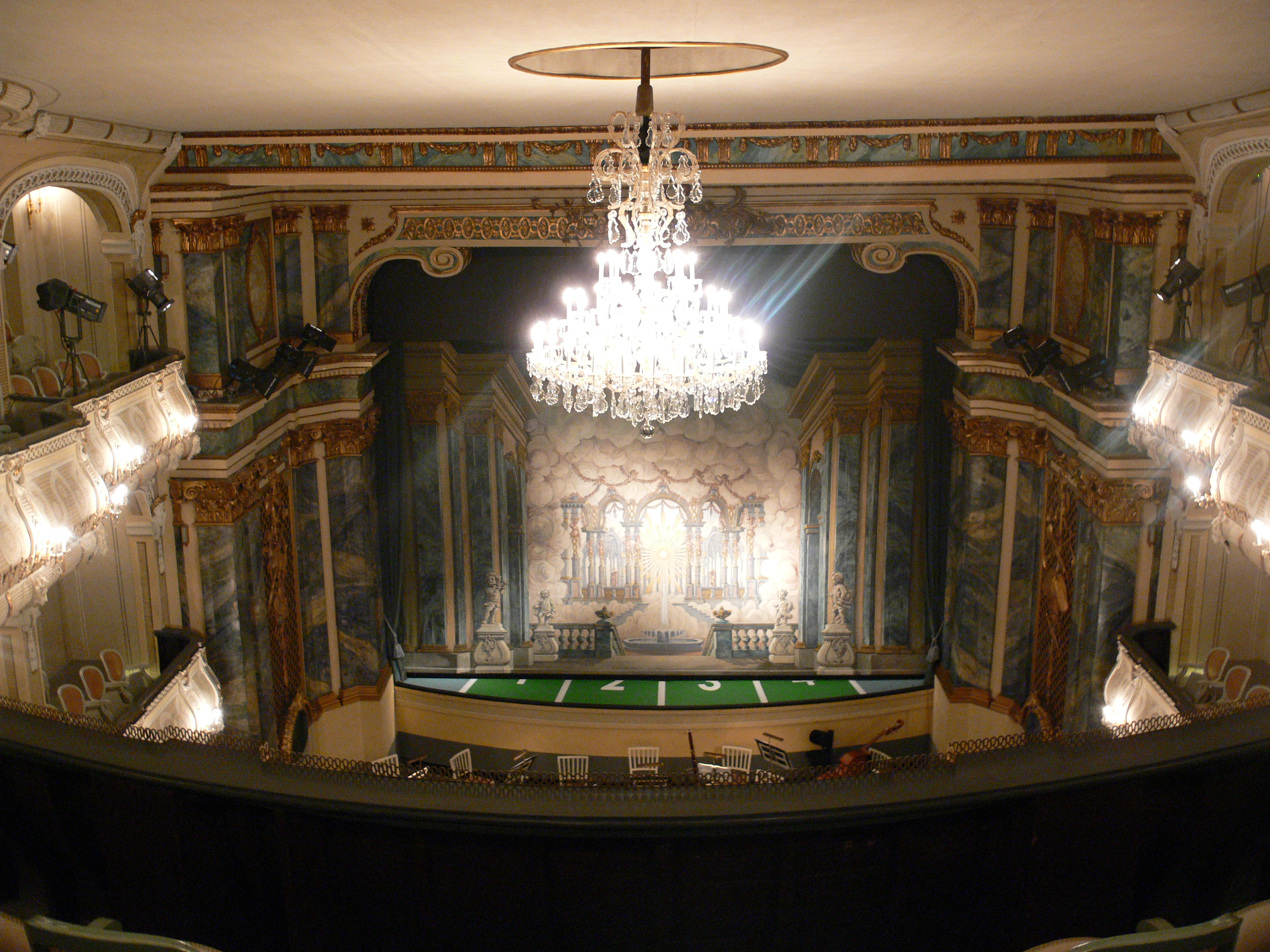
Innenraum des Schlosstheaters

Das Schwetzinger Schloss mit Park und Hoftheater waren die Sommerresidenz der Kurpfälzischen Kurfürsten, die im nahe gelegenen Heidelberg beziehungsweise Mannheim residierten. Das heute so genannte Rokokotheater wurde von Nicolas de Pigage erbaut und am 15. Juni 1753 eingeweiht. Nach der Übersiedlung des letzten Kurfürsten Karl Theodor nach München (Jahresbeginn 1778) fiel nicht nur die Residenz in Mannheim in einen Dornröschenschlaf, sondern auch das Sommerschloss in Schwetzingen. Erst 1937 wurde das Rokokotheater mit original erhaltener Bühnenmaschinerie wieder seiner ursprünglichen Bestimmung zugeführt.
Aus feuerpolizeilichen Gründen musste 1971 die Entscheidung gefällt werden, ob das Theater künftig als Museum geführt oder aber bespielt werden solle. Man entschied sich für die Bespielung und dafür, einen kompletten Abriss und Neubau des Bühnenhauses vorzunehmen (der historische Zuschauerraum blieb erhalten).
In der Regel gibt es seither zwei Opernproduktionen (Kooperationen mit bekannten Opernhäusern, da die Festspiele selbst über keine Werkstätten verfügen) im historischen Rokokotheater, dem ältesten, original erhaltenen Rangtheater der Welt.

### Festspiele
Die Festspiele wurden 1952 vom damaligen Süddeutschen Rundfunk gegründet. Ihre Gründung hatte neben kulturellen auch politische Gründe. Nach dem Zweiten Weltkrieg war das Gebiet im deutschen Südwesten dreigeteilt worden; der von den Amerikanern in ihrer Besatzungszone in Stuttgart etablierte Süddeutsche Rundfunk umfasste als Sendegebiet das Land Württemberg-Baden, wozu jeweils nur die nördlichen Landesteile des 1952 entstandenen Baden-Württemberg gehörten. Die südlichen, in der ehemaligen französischen Besatzungszone gelegenen, Landesteile waren dem in Baden-Baden angesiedelten Südwestfunk zugeteilt worden. Um die Akzeptanz dieser umstrittenen Konstellation zu fördern, gründete der Sender die Musikfestspiele in Schwetzingen, das in der nordbadischen Region liegt. Ihre Eröffnung im Mai 1952 erfolgte dann fast zeitgleich mit der Gründung des Südweststaats im April 1952. Die beiden in Baden-Württemberg ansässigen Rundfunkanstalten Südwestfunk (SWF) und Süddeutscher Rundfunk (SDR) fusionierten erst 1998 zum Südwestrundfunk (SWR).
Das Programm der Schwetzinger Festspiele umfasst Uraufführungen von Auftragswerken (d. h. die Vergabe des Kompositionsauftrages erfolgt durch die Schwetzinger SWR Festspiele) und klassische Werke, in den letzten Jahrzehnten vermehrt Ausgrabungen unbekannter Opern des Barock und der Klassik. Dabei entstanden auch zahlreiche Neueditionen unbekannter und verschollener Barockopern. Ein weiterer Schwerpunkt der Schwetzinger Festspiele liegt auf Kammermusik und Orchesterwerken, präsentiert von international renommierten Künstlern und hochbegabten Nachwuchskünstlern.
Der SWR überträgt alle Konzerte auf SWR2 und vermittelt eine Auswahl der Konzerte auch an weitere deutsche und internationale Rundfunkanstalten. Einige Veranstaltungen werden auch vom SWR-Fernsehen für die Ausstrahlung auf arte und 3sat aufgezeichnet. Dank der Mitschnitte des SWR können die Konzerte der Festspiele nach der Hörfunkausstrahlung auch auf der Website der Festspiele nachgehört werden.
Nachdem 2020 und 2021 die Aufführungen wegen der Corona-Pandemie vom Frühjahr in den Oktober verlegt wurden, fanden die Festspiele 2022 wieder im Frühjahr statt.

## Liste wichtiger Wiederentdeckungen
- 2001 La divisione del mondo, Oper von Giovanni Legrenzi, UA 1675
- 2003 Il figlio delle selve, Oper von Ignaz Holzbauer, UA 1753 in Schwetzingen
- 2005 Telemaco, Oper von Alessandro Scarlatti, UA 1718
- 2006 Proserpina, Oper von Joseph Martin Kraus, UA 1781
- 2007 Il Giustino, Oper von Giovanni Legrenzi, UA 1683 (Wiederentdeckung des Jahres)
- 2008 Niobe, regina di Tebe, Dramma per musica in drei Akten von Agostino Steffani, Libretto von Luigi Orlandi, UA 1688 in München
- 2012 Rosamunde, Oper von Anton Schweitzer, Libretto von Christoph Martin Wieland, UA am 20. Januar 1780, Nationaltheater Mannheim
- 2014 Leucippo, Oper von Johann Adolph Hasse, UA 1747
- 2016 Veremonda, l’amazzone di aragona, Oper von Francesco Cavalli, Deutsche Erstaufführung, UA 1652 in Venedig
- 2018 La fiera di Venezia, Oper von Antonio Salieri, UA 1772 in Wien

## Liste bedeutender Uraufführungen
- 1957 Der Revisor, Oper von Werner Egk
- 1960 La Battaglia oder Der rote Federbusch, Oper von Gerhard Wimberger
- 1961 Elegie für junge Liebende, Oper von Hans Werner Henze
- 1962 In seinem Garten liebt Don Perlimplin Belisa, Oper von Wolfgang Fortner
- 1964 Demeter, Ballett von Boris Blacher
- 1968 Présence, Ballett von Bernd Alois Zimmermann
- 1969 Das Märchen von der schönen Lilie, Oper von Giselher Klebe
- 1971 Melusine, Oper von Aribert Reimann
- 1972 Klarinettenkonzert von Boris Blacher
- 1977 Streichquartett Nr. 4 und Nr. 5 von Hans Werner Henze
- 1979 The Tempest, Ballett von Arne Nordheim
- 1982 Die wundersame Schustersfrau, Oper von Udo Zimmermann
- 1983 Die englische Katze, Oper von Hans Werner Henze
- 1984 Ophelia, Oper von Rudolf Kelterborn
- 1986 Die Leiden des jungen Werthers, Oper von Hans-Jürgen von Bose
- 1988 Der Wald, Oper von Rolf Liebermann
- 1988 Gastmahl oder Über die Liebe, Oper von Georg Katzer
- 1991 Enrico, Oper von Manfred Trojahn
- 1991 Spiel von Liebe und Zufall, Oper von Helge Jörns
- 1994 Sansibar, Oper von Eckehard Mayer
- 1994 Schachnovelle, Oper von Violeta Dinescu
- 1997 Tanzstunden, Ballett von Hans Werner Henze
- 1997 Babylon, Oper von Detlef Heusinger
- 1998 Luci mie traditrici/Die tödliche Blume, Oper von Salvatore Sciarrino
- 2000 Gute Miene böses Spiel, Oper von Karl-Wieland Kurz
- 2001 Bacon, Oper von Manuel Hidalgo
- 2002 Macbeth, Oper von Salvatore Sciarrino (Uraufführung des Jahres)
- 2005 Zaubern, Oper von Frederik Zeller
- 2006 Kälte (Da Gelo a Gelo), Oper von Salvatore Sciarrino
- 2007 Der Alte vom Berge, Oper von Bernhard Lang
- 2008 Hybris/Niobe, Drama für Stimmen von Adriana Hölszky
- 2009 Proserpina, Monodram für Sopran, Frauenchor und Orchester von Wolfgang Rihm (Uraufführung des Jahres)
- 2010 Le Père, Musiktheater von Michael Jarrell
- 2011 Bluthaus, Oper von Georg Friedrich Haas
- 2012 IQ, Oper von Enno Poppe
- 2013 Thomas, Oper von Georg Friedrich Haas
- 2014 Re:igen, Oper von Bernhard Lang
- 2015 Wilde, Oper von Hèctor Parra
- 2016 Koma, Oper von Georg Friedrich Haas (Uraufführung des Jahres)
- 2017 Tre Volti – Drei Blicke auf Liebe und Krieg, Musiktheater von Annette Schlünz
- 2018 Argo, „Dramma in musica“ von José María Sánchez Verdú
- 2019 Der Fall Babel, Musiktheater von Elena Mendoza
- 2022 Kapitän Nemos Bibliothek, Oper von Johannes Kalitzke
- 2024 Der Doppelgänger, Oper von Lucia Ronchetti